# 孔自洙
孔自洙（？—？），字文在，号皓庵，别号竹湄居士，浙江桐鄉青镇人，清朝政治人物。

## 生平
順治六年（1649年）己丑科進士，初任刑部主事。順治十一年（1654年）接替宋徵輿擔任福建提學道。